# Девінська Нова Вес
Девінська Нова Вес (словац. Devínska Nová Ves) — міська частина, громада округу Братислава IV, Братиславський край. Кадастрова площа громади — 24.22 км².
Населення 15817 осіб (станом на 31 грудня 2020 року).

## Історія
Девінська Нова Вес згадується 1451 року.